# Fábio Júnior Pereira
Fábio Júnior Pereira, född 20 november 1977 i Manhuaçu i Brasilien, är en brasiliansk före detta fotbollsspelare.